# Fukuryu

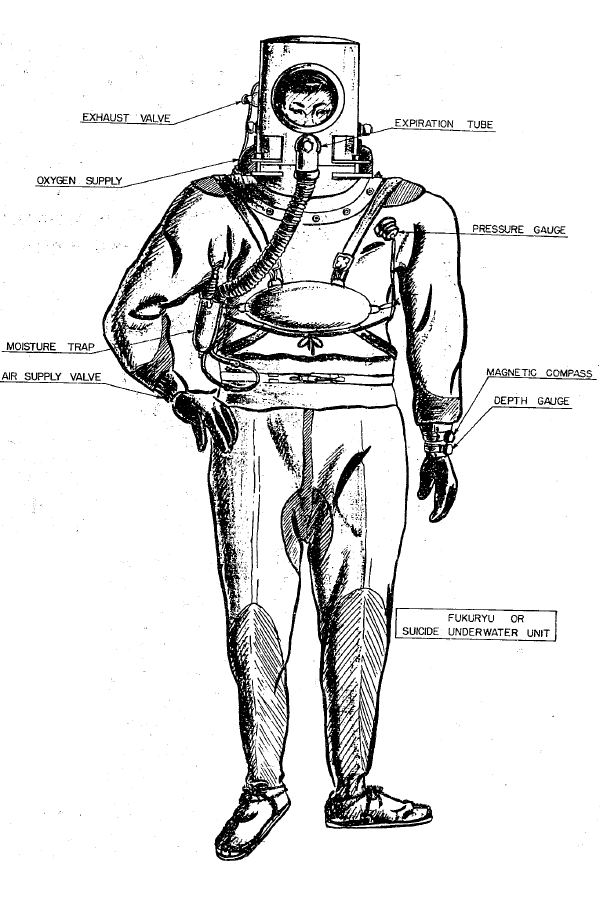
Dibujo de un fukuryu.

Los fukuryu (伏龍 dragón acuclillado) eran unos buceadores suicidas de la Armada Imperial Japonesa que participaron en las postrimerías de la Guerra del Pacífico. Estas "minas humanas" fueron diseñadas para la defensa de las islas japonesas.
En japonés se utiliza el término  Shinpū tokubetsu kōgeki tai  (神 风 特别 攻 撃 队 "Unidad Especial de Ataque Shinpū"?) o su abreviatura tokkōtai (特 攻 队?) y no se utiliza la palabra kamikaze. Pero el uso de esta palabra se ha extendido fuera de Japón y es aplicado actualmente a diversos tipos de ataques suicidas, sin importar el método empleado (uso de explosivos, coche bomba, etc.) o la nacionalidad del atacante.

## Personal
Seis mil hombres fueron entrenados y equipados con trajes de buceo, zapatos de buceo y un casco fijado al traje mediante cuatro pernos. Ellos llevarían 9 kg de plomo como lastre y estarían bajo el agua sostenidos mediante alimentos líquidos y un sistema purificador del aire con dos botellas de 3,5 l de oxígeno a 2200 psi (150 bar). Se esperaba que sean capaces de caminar por hasta diez horas a una profundidad de entre 5 a 7 metros. Los buceadores estaban organizados en escuadras de seis hombres, con cinco escuadras formando un pelotón, cinco pelotones más un pelotón de mantenimiento formaban una compañía y tres compañías formaban un batallón de aproximadamente 650 hombres. El 71° Arashi tenía su cuartel en Yokosuka, con dos batallones entrenados y cuatro batallones en entrenamiento. El 81° Arashi en Kure fue planeado para que 250 hombres de Yokosuka entrenen a 1000 hombres. Se planificó una unidad similar de 1000 hombres, la Kawatana, para que estuviese acuartelada en Sasebo.

## Armamento
Los hombres estarían armados con una mina marina Tipo 5, que tenía una carga explosiva de 15 kg, unida a una caña de bambú de 5 m de longitud. Aunque estaban ocultos bajo el agua, los hombres morirían por la detonación de la mina después de empujarla contra el casco de un lanchón de desembarco que pasaría sobre ellos. En cada potencial playa de desembarco, un arsenal de minas estaría anclado en el fondo para ser empleadas por los buceadores. Tres hileras de minas estarían dispuestas a 50 m de distancia entre ellas, mientras que los buceadores estarían a una distancia de 60 m, por lo que habría un hombre a cada 20 m de la playa.

## Concepto
El factor sorpresa era esencial para evitar las comparativamente sencillas contramedias explosivas anteriormente utilizadas para disuadir a los buceadores italianos en el Mediterráneo. Se llevaron a cabo experimentos con pozos de tirador subacuáticos, hechos de tubos de hormigón armado con compuertas de acero. Las pruebas iniciales con perros indicaron que estos pozos de tirador podrían reducir los efectos de la onda expansiva. Se planeó producir grandes estaciones de hormigón armado capaces de albergar de seis a dieciocho hombres. Estas estaciones serían fabricadas en tierra con una variedad de formas para evitar su detección, para después ser hundidas a profundidades inferiores a quince metros. Los fukuryu eran parte de un sistema de minas de tres etapas, que incluían una hilera de minas marinas en el fondo que serían liberadas mediante cables de tracción y flotarían debajo de un lanchón de desembarco, así como hileras de minas magnéticas y de contacto estacionarias en aguas poco profundas cerca de la playa.
Esta táctica no llegó a emplearse en combate, pues la guerra progresaba con rapidez hacia su fin y por ello, nunca hubo tiempo de ponerla en práctica. Pero de haberse puesto en práctica, esta solución habría sido poco efectiva pues dado que el buceador no podía diferenciar un buque enemigo de uno amigo, existía una gran posibilidad de que explotara la mina en un buque japonés; en caso de que lograse identificar a un buque enemigo, era muy poca la probabilidad de hundirlo pues para entonces los Aliados ya tenían muy perfeccionadas las tácticas de detección enemiga. 

## Historial de combate
Para el 15 de agosto de 1945, mil trajes de buceo estaban listos y se habían ordenado ocho mil más. La unidad de Yokosuka tenía 450 trajes, mientras que las unidades de Kure y Sasebo tenían 60 trajes cada una. Ninguna de las diez mil minas Tipo 5 planificadas estuvieron listas, pero se produjeron cuatrocientas minas inertes para entrenamiento. Debido a fallos, ocurrieron varias muertes durante el entrenamiento. Solamente mil doscientos hombres habían sido entrenados cuando Japón se rindió incondicionalmente. Hay informes sobre algunos ataques que supuestamente emplearon una táctica similar.
- El 8 de enero de 1945, el lanchón de desembarco artillado LCI(G)-404 fue dañado por nadadores suicidas en el Paso de Yoo, islas Palaos.
- El 10 de febrero de 1945, algunos nadadores suicidas japoneses trataron de atacar al buque oceanográfico USS Hydrographer en Schonian Harbor, islas Palaos.

Esta unidad especial fue disuelta con la rendición incondicional de Japón a finales de la Segunda Guerra Mundial. Hoy en día hay numerosos registros y testimonios sobre este tema.